# Matysová
Matysová é um município da Eslováquia, situado no distrito de Stará Ľubovňa, na região de Prešov. Tem 16,68 km² de área e sua população em 2018 foi estimada em 71 habitantes.

## Demografia
| Ano:        | 1994 | 2004    | 2014   | 2024    |
| ----------- | ---- | ------- | ------ | ------- |
| Broj ljudi: | 112  | 78      | 76     | 55      |
| Razlika:    |      | -30,35% | -2,56% | -27,63% |

| Ano:               | 2023 | 2024   |
| ------------------ | ---- | ------ |
| Número de pessoas: | 56   | 55     |
| Diferença:         |      | -1,78% |